# Trinil

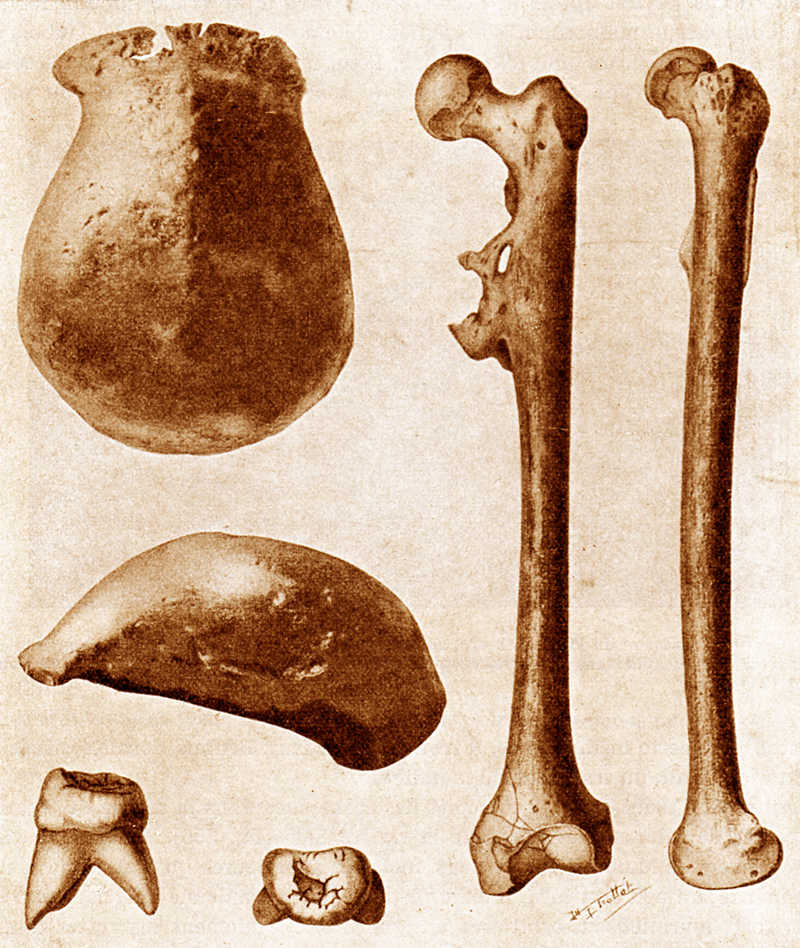
Die Funde von Eugène Dubois: Schädeldach (Trinil 2), Backenzahn (Trinil 1) und Oberschenkelknochen (Trinil 3)

Trinil ist eine paläoanthropologische Ausgrabungsstätte an den Ufern des Flusses Bengawan Solo (kurz: Solo) im Regierungsbezirk Ngawi, Provinz Ost-Java (Jawa Timur), auf Java in Indonesien.

## Bedeutung
Trinil war der Ort, an dem im Jahr 1891 ein Grabungshelfer des niederländischen Anatomen Eugène Dubois die ersten vorgeschichtlichen homininen Reste außerhalb von Europa fand, die später als Java-Mensch große Bekanntheit errangen. Dubois’ Fund Trinil 2 wurde später zum Typusexemplar von Homo erectus erhoben. Die Zuordnung des Backenzahns Trinil 1 zur Gattung Homo gilt heute jedoch als unsicher, und der Oberschenkelknochen wird von einigen Forschern dem anatomisch modernen Menschen (Homo sapiens) zugeschrieben.
Nach den Grabungsarbeiten unter direkter Aufsicht von Eugène Dubois (1891 bis 1894) setzten dessen Assistenten Kriele und De Winter die Grabungen bis 1900 fort. 1906 bis 1908 folgten ihnen Emil Selenka und Margarethe Lenore Selenka nach. Geborgen wurden bei diesen Grabungen hunderte Fossilien von Wirbeltieren, die zumeist im Rijksmuseum van Natuurlijke Historie in Leiden verwahrt werden. In jüngerer Zeit gab es in den 1970er-Jahren eine indonesisch-japanische Forschungskooperation in Trinil. Die Paläoumwelt, aus der die Fossilien stammen, wird heute als eine Mischung aus offener Savanne, dicht bewaldeten Flusstälern (Galeriewäldern) und Hochlandwäldern interpretiert.

## Belege
1. ↑  Trinil 2. Auf: humanorigins.si.edu.
2. ↑  William Turner: On M. Dubois' Description of Remains recently found in Java, named by him Pithecanthropus erectus: With Remarks on so-called Transitional Forms between Apes and Man. In: Journal of Anatomy and Physiology. 29. Jahrgang, Pt 3, April 1895, S. 424–45, PMID 17232143, PMC 1328414 (freier Volltext).
3. ↑  David Hepburn: The Trinil Femur (Pithecanthropus erectus), contrasted with the Femora of Various Savage and Civilised Races. In: Journal of Anatomy and Physiology. 31. Jahrgang, Pt 1, Oktober 1896, S. 1–17, PMID 17232222, PMC 1327807 (freier Volltext).
4. ↑   Gary J. Sawyer, Viktor Deak: Der lange Weg zum Menschen. Lebensbilder aus 7 Millionen Jahren Evolution. Spektrum Akademischer Verlag, Heidelberg, 2008, S. 117. Als „Mindestalter“ werden hier 700.000 Jahre, als – „möglicherweise zu hoch angesetzte“ – Obergrenze werden 1,5 Mio. Jahre ausgewiesen.
5. ↑  Michael Herbert Day und Theya I. Molleson: The Trinil femora. In: M. H. Day (Hrsg.): Human Evolution. Symposia of the Society for the Study of Human Biology. Band 11, Taylor & Francis, London 1973, S. 127–154.
6. ↑  Eintrag Trinil in: Bernard Wood (Hrsg.): Wiley-Blackwell Encyclopedia of Human Evolution. 2 Bände. Wiley-Blackwell, Chichester u. a. 2011, ISBN 978-1-4051-5510-6.

Koordinaten: 7° 22′ 27,5″ S, 111° 21′ 28,1″ O